# Frederik Treschow til Krabbesholm
 Der er flere personer med dette navn, se Frederik Treschow.
Frederik Wilhelm Treschow (født 26. juli 1842 på Brahesborg, død 15. marts 1876 på Sølyst) var en dansk godsejer og hofjægermester. Han var bror til Carl og Christian Treschow (tvilling).
Han var søn af godsejer og kammerherre Frederik Treschow og Andrea født Bjørn Rothe. Han blev 1860 student fra Odense Skole og 1866 cand. jur. I 1871 købte han Krabbesholm og året efter bondegården Lindegård i Skibby Sogn, hvor han især opholdt sig. 1873 blev han hofjægermester. Han døde allerede 1876.
Han ægtede 30. november 1870 i København Sophie Clara Anna Suhr (23. december 1851 i København - 4. april 1882 på Katholm), datter af grosserer Ole Berendt Suhr. Hun ægtede 2. gang 1880 hofjægermester Laurentius Dinesen (1843-1916).